# Бабск
Бабск (пољ. Babsk) је село у Пољској које се налази у војводству Лођ у повјату Равском у општини Бјала Равска. Налази се у средини земље, око 65 km југозападно од Варшаве.
Кроз ово село пролази европски пут E67.
Број становника је око 690.

## Историја
Основан у XIV веку. Први писани податак о потиче из 1411. године.
Од 1975. до 1998. године ово насеље се налазило у Скјерњевицком војводству.